# Факультет естественных наук Карлова университета
Факультет естественных наук Карлова университета (чеш. Přírodovědecká fakulta Univerzity Karlovy, сокр. PřF UK) — один из семнадцати факультетов Карлова университета.
Факультет был основан в 1920 году путём отделения естественнонаучных и математических дисциплин от тогдашнего философского факультета. В межвоенный период произошло значительное развитие факультета, и в нём работал ряд важных личностей. Факультет и его кампус в пражском Альбертове стали свидетелями важных для чешской истории событий: студенческой демонстрации в ноябре 1939 года и пятьдесят лет спустя ноябрьской студенческой демонстрации 17 ноября 1989 года.

## История

### Возникновение
С момента своего создания в Пражском университете преподавали некоторые естественные науки, связанные с рядом выдающихся средневековых деятелей в области биологии человека, ботаники, астрономии, химии и других областей. Долгое время в Праге не было высшего учебного заведения, ориентированного на преподавание естествознания. Эту роль в основном выполнял Пражский политехнический институт или факультеты медицины и философии Карлова университета. В начале XX века предполагалось создание отдельного факультета естественных наук, выделив его из существующего философского факультета. Первое предложение такого типа было предложено профессорами в 1908 году, а его контуры начали реализовываться особенно в связи со строительством нового кампуса на Альбертове и Карлове (Прага 2). Реализация этого плана была замедлена Первой мировой войной, и официально факультет был создан только 24 июня 1920 года. Преподавание на факультете началось в зимнем семестре 1920/21 года, а первым деканом факультета стал математик Карел Петр. Выпускникам стала присваиваться степень доктора естественных наук (RNDr.).

### События до 1945 года
У истоков создания факультета стояли профессора молодого поколения, такие как Богумил Немец, Франтишек Славик и Карел Петр. Богумил Немец выступал за это дело будучи депутатом Революционного национального собрания. Помимо биологии, химии и геологии на факультете преподавали также математику, физику, метеорологию, климатологию и даже фармацию. Среди выдающихся личностей факультета того времени невозможно забыть Ярослава Гейровского — первооткрывателя полярографии и одновременно единственного преподавателя чешских университетов, получившего Нобелевскую премию по химии в 1959 году. Другим важным химиком, работавшим в это время на факультете, был Богуслав Браунер — друг и сподвижник Д. И. Менделеева. В межвоенный период факультет был одним из самых важнейших учреждений такого типа в Европе по уровню выпускников, и это значение так и не было полностью восстановлено. В 1939 году у факультета было 18 институтов и четыре семинара, охватывающих четыре основных направления: точные науки (математика и физика), химия, биология и геология с географией. 17 ноября 1939 года на жизнь факультета повлияло общенациональное закрытие чешских университетов в результате вмешательства немецкой оккупационной власти. Одной из причин такого решения была студенческая демонстрация на Альбертове 28 октября 1939 года в честь 21 годовщины образования Чехословацкого государства. Шесть преподавателей факультета в последующие годы стали жертвами нацистской оккупации.

### События до 1989 года
Весной 1945 года вместе с восстановлением чехословацкого государства, его институтов и образования был восстановлен и факультет. 18 июня 1945 года вновь начались занятия. Сотни слушателей и быстрое восстановление повреждённых или раскраденных коллекций факультета представляли многообещающее будущее. Однако вскоре после февральского переворота 1948 года вся область науки и исследований была подчинена советской модели с упором на образовательную роль университетов. Было исключено около 15 % студентов и ряд преподавателей, некоторые научные направления были намеренно усилены (Лысенковщина), а другие отвергнуты (кибернетика). В 1950-е годы произошёл ряд административных изменений: на факультете перестали преподавать фармацию, а позже и математику, и физику (создание новых отдельных факультетов), отдельные факультетские институты были преобразованы в кафедры. А в 1959 году факультет приобрел примерно ту же организационную форму, которую он имеет и по сей день. В сложный период политических и социальных перемен на факультете работал ряд крупных личностей, но факультет (даже в период нормализации) находился в состоянии стагнации.
В ноябре 1989 года прямо перед деканатом факультета прошла студенческая демонстрация, которая вскоре переросла в Бархатную революцию.

### Современность
После падения социалистического режима педагогам пришлось отстаивать свои позиции. В 1990-е годы наблюдалось развитие предлагаемых областей обучения и установление долгосрочного международного сотрудничества с западными университетами и институтами. Также была завершена организационная структура факультета известная и сегодня.

## Изучение
| Области изучения                   | Специальности |
| ---------------------------------- | --- |
| Биология                           | Биоинформатика, Биология, Биология с упором на образование (одинарная и двойная специализация), Экологическая и эволюционная биология, Молекулярная биология и биохимия организмов |
| Химия                              | Биохимия, Химия, Химия и физика материалов, Химия с упором на образование (одинарная и двойная специализация), Клинико-токсикологический анализ, Медицинская химия |
| География                          | Прикладная география, специализация: Физическая география и геоинформатика, Социальная география и геоинформатика; Демография, специализация: Демография с социальной географией, Демография с социологией, Демография с историей; География и картография, География с упором на образование (одинарная и двойная специализация), Гидрология и гидрогеология, Науки о Земле |
| Геология                           | Геология по специальности: Геоархеология, Геология с уклоном на образование (двойная специальность), Геотехнологии, Управление природными ресурсами, Гидрология и гидрогеология, Практическая геобиология, Науки о Земле |
| Экология                           | Экология и защита окружающей среды |
| Сочетание биологии, химии и физики | Наука (преподавание на английском языке) |